# Scolecomorphus kirkii
Scolecomorphus kirkii là một loài không chân thuộc họ Scolecomorphidae. Loài này có ở Malawi và Tanzania.
Môi trường sống tự nhiên của chúng là rừng ẩm vùng đất thấp nhiệt đới hoặc cận nhiệt đới, vùng núi ẩm nhiệt đới hoặc cận nhiệt đới, các đồn điền, vườn nông thôn, các vùng đô thị, và rừng trước đây suy thoái nghiêm trọng.